# Поляковка (Северо-Казахстанская область)
Поляковка (каз. Поляковка) — село в Есильском районе Северо-Казахстанской области Казахстана. Входит в состав Амангельдинского сельского округа. Код КАТО — 594235300.

## Население
В 1999 году население села составляло 178 человек (90 мужчин и 88 женщин). По данным переписи 2009 года, в селе проживало 80 человек (39 мужчин и 41 женщина).